# Gnophomyia longicellula
Gnophomyia longicellula is een tweevleugelige uit de familie steltmuggen (Limoniidae). De soort komt voor in het Oriëntaals gebied.